# Madison Kocian
Madison Taylor Kocian (Dallas, 15 de junho de 1997) é uma ginasta profissional dos Estados Unidos, especialista na ginástica artística. É campeã mundial de barras assimétricas, titulo conquistado em 2015 e vice-campeã olímpica da mesma prova nos Jogos Olímpicos de Verão de 2016 no Rio de Janeiro.  